# Rio Tapajós
Pour les articles homonymes, voir Tapajós (homonymie).
Le rio Tapajós est une rivière du Brésil et un des grands affluents de la rive droite de l'Amazone.

## Étymologie
Le nom de Tapajós est celui d'une tribu d'indiens de la région de Santarém.

## Géographie
Il rassemble les cours de plusieurs rivières plus petites du Mato Grosso et rejoint par le sud l'Amazone en face de la ville de Santarém. Si on considère le rio Juruena comme branche mère, sa longueur est de 1 810 km. Avec le rio São Manuel ou rio Teles Pires, qui constitue la branche droite, sa longueur atteint 2 291 km. Son cours traverse les États du Mato Grosso, d'Amazonas et du Pará. Il s'agit du 4e affluent de l'Amazone par son débit, après le Madeira, le rio Negro, et le rio Japura. Lorsqu'il se jette dans l'Amazone, il roule deux fois plus d'eau que le Danube, 2e fleuve d'Europe.
Le rio Juruena prend naissance sur le haut plateau brésilien à 14°45' de latitude sud. Il reçoit ensuite sur sa gauche le rio Juina, et surtout sur sa droite le rio Papagaio, le rio do Sangue et le rio Arinos qui est légèrement plus long que lui, mais moins abondant (1 300 m3/s contre 2 300), il rejoint enfin le rio São Manuel encore appelé Teles Pires. À partir de là, la rivière est appelée Tapajós.
Il arrive plus rarement que le rio Arinos soit considéré comme la branche mère en dépit de son débit plus faible, et que la partie aval du rio Juruena soit nommée Alto Tapajós jusqu'à sa confluence avec le Teles Pires. À la confluence, Teles Pires-rio Juruena, le Teles Pires est la branche la plus longue, mais le rio Juruena (ou Alto Tapajós) est le plus puissant (rio Juruena: 4 350 m3/s, Teles Pires: 3 980 m3/s).
Le rio Tapajós proprement dit naît à cette confluence au niveau de la localité de Barra do São Manuel. Il forme alors la frontière naturelle entre les États brésiliens d'Amazonas et du Pará, baignant les localités de Barraca, d'A. Lopes et de Paraiso. Puis il tourne vers le nord-est, pénétrant ainsi dans l'État du Pará, bordant les localités de Jacareacanga, de Mamae Ana, d'Agapo Açu et de Porto Alegre. Peu après, il longe par le sud le parc national de l'Amazonie ; sur cette section se trouvent les localités de Buiucu, de Pouso Grande et de São Luiz do Tapajós. Le Tapajós poursuit alors sa route formant un lit de très grande largeur, baignant la ville d'Itaituba (124 865 habitants, estimation de 2008), puis les localités de Pedreiras, d'Aveiro, de Pinhel, de Camara, de Belterra, de Alterdo Chao. Il baigne enfin Santarém (274 012 habitants en 2005), au niveau de son débouché dans l'Amazone. Son principal affluent est le rio Jamanxim (610 km, bassin de 49 500 km2, débit 1 500 m3/s).
Il est, avec son affluent, la rivière Jamanxim à l'est, l'une des limites du Territoire indigène Sawré Muybu situé sur sa rive droite ; le territoire, qui comprend les terres jusqu'à la jonction des deux rivières au nord, est menacé par les barrages envisagés sur le Tapajós.

## Cours inférieur du Tapajós

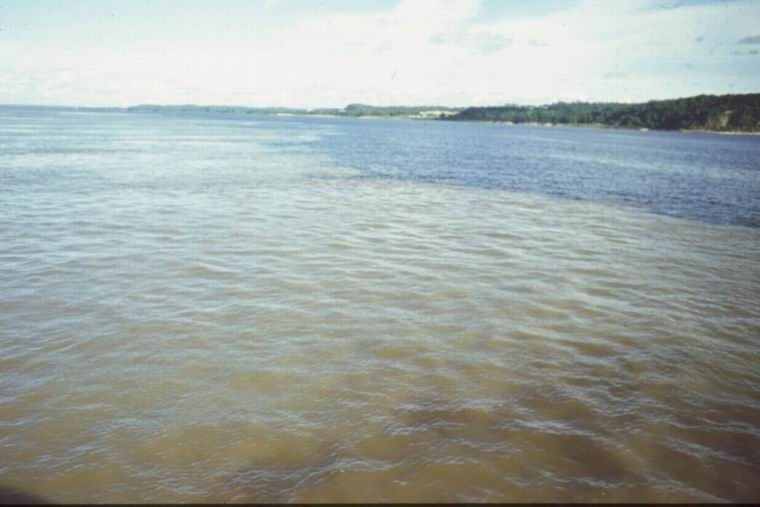
Le contraste entre les eaux de l'Amazone et celles du Tapajós.

Le rio Tapajós est connu pour ses eaux claires et bleutées, qui contrastent fortement avec les eaux boueuses et opaques de l'Amazone. Ces eaux sont toutefois quelque peu polluées par les rejets de mercure produits par l'orpaillage, en particulier sur le rio Crepori. Son cours inférieur atteint les dimensions d'un lac de 160 km de longueur, pour une largeur maximale de 18 km, et une profondeur de seulement 40 cm. Si sa largeur était réduite à 120 mètres, sa profondeur serait de 40 mètres. Cet aspect lacustre est causé par le puissant fleuve Amazone qui fait obstacle à l'écoulement de ses affluents alors que la pente est presque nulle. Cet effet existe aussi pour le modeste rio Arapiuns qui rejoint le Tapajós en rive gauche à peu de distance de Santarém et dont la largeur mesure aussi plusieurs kilomètres. Le même phénomène se produit pour d'autres grands affluents de l'Amazone, comme le rio Negro ou le rio Xingu.
À cet endroit, les rives du "lac" Tapajós sont bordées de plages de sable fin d'un blanc étincelant, qui descendent en pente douce dans la rivière. Contrairement à l'Amazone, ses eaux sont transparentes. La rivière est encadrée sur son cours inférieur de falaises de presque 100 mètres de haut. À sa confluence avec l'Amazone, la profondeur augmente considérablement (jusqu'à 70 mètres), puis son lit se resserre à moins de 3 km pour former une sorte de détroit juste en face de la ville de Santarém.
Près d'Itaituba, à 400 km de sa confluence avec l'Amazone, il est franchi par la Transamazonienne. À partir de Santarem, une route de bonne qualité parallèle à la rivière dessert la région (route Santarem-Cuiabá).
Le pôle terrestre d'inaccessibilité de l'Amérique du Sud se trouve non loin des sources des affluents du Tapajós près de Utiariti.

## Navigabilité
La rivière est navigable sur tout son cours, toutefois, en amont de Itaituba, seulement par de petits bateaux, à cause des rapides. Dans son cours inférieur lacustre, il est remonté par des bateaux de croisière venant de l'Amazone. Il existe des plans pour dégager le cours supérieur des obstacles à la navigation afin d'exploiter des gisements de matières premières.

## Affluents
- rio Arapiuns (rg), (250 km, 7 100 km2, 150 m3/s, rejoint presque à l'embouchure)
- rio Cadairiri (150 km)
- rio Cupari (rd[note 1]) (130 km, 5 900 km2)
- rio Cururu (rg) (320 km, 9 500 km2, 200 m3/s)
- rio Jamanxim (rd), (620 km, 49 500 km2, 1 500 m3/s)
- rio Juruena (rd) (1200 km, 190 940 km2, 4 350 m3/s, branche mère occidentale)
- rio Teles Pires (rd), (ou São Manuel, 1370 km, 154 833 km2, 3 980 m3/s, branche mère orientale)
- rio Das Tropas (150 km, 5 300 km2, 120 m3/s)

Cette liste ne comporte que les affluents directs du rio Tapajós proprement dit. Pour les affluents du rio Juruena et du rio Teles Pires, consulter les articles qui s'y réfèrent.

## Hydrologie

### Les débits mensuels à Barra do São Manuel-Jusante
Le débit de la rivière a été observé pendant 20 ans (1975-1994) à Barra do São Manuel-Jusante, station hydrométrique située sur le territoire de l'État du Pará, juste en aval du confluent avec le rio São Manuel, et à quelque 800 kilomètres de son confluent avec le fleuve Amazone.
À Barra do São Manuel, le débit annuel moyen ou module observé sur cette période était de 8 342 m3/s pour un bassin versant de 348 344 km2, ce qui ne représente que les deux tiers de la superficie totale de son bassin.
La lame d'eau écoulée dans cette partie du bassin atteint ainsi le chiffre de 755 millimètres par an.
Le rio Tapajós est bien plus régulier que son voisin oriental, le rio Xingu, ce qui s'explique par le plus grand éloignement de son bassin versant par rapport aux régions plus sèches et moins boisées du nord-est brésilien. Le débit des mois de la période des basses eaux n'est que de cinq fois inférieur au débit mensuel moyen de la période de crue (15 fois pour le Xingu).
Sur la durée d'observation de 20 ans, le débit mensuel minimum observé a été de 2 900 m3/s (en septembre), tandis que le débit mensuel maximal se montait à 20 291 m3/s (en mars).

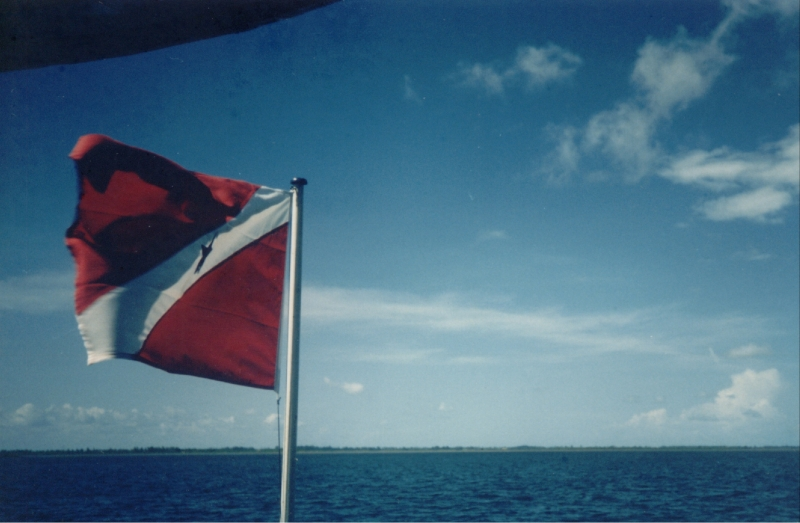
Drapeau de l'État de Pará flottant sur une embarcation sur le rio Tapajós.

## Barrages - Potentiel hydroélectrique
Avec son énorme débit et les nombreuses cataractes qui jalonnent son parcours, le rio Tapajós a un profil idéal pour la construction de méga-centrales hydroélectriques. Quoique rien n'ait encore été construit en 2009, de gigantesques projets ont d'ores et déjà été conçus, qui ont de grandes chances d'aboutir, étant donné les énormes besoins sans cesse croissants en énergie du Brésil. 

Sept centrales sont ainsi projetées, dont trois sur le cours du rio Tapajós et quatre sur celui du rio Jamanxim, son affluent principal qui présente un profil semblable.
Les travaux de construction de la plus grande des centrales (São Luiz do Tapajós) devraient débuter début 2012 et durer plus ou moins cinq ans.
L'ensemble du projet aurait une puissance installée de 14 245 mégawatts, de quoi produire plus de soixante milliards de kilowattheures annuellement (soit l'équivalent de plus de 10 % de la production annuelle de la France). 
| Centrale            | Cours d'eau | Puissance (mégawatts) | Superficie lac de retenue (km2) | Remarques                                                  |
| ------------------- | ----------- | --------------------- | ------------------------------- | ---------------------------------------------------------- |
| São Luiz do Tapajós | Tapajós     | 6.133                 | 784,81                          | Un large canal traverserait le parc national de l'Amazonie |
| Jatobá              | Tapajós     | 2.338                 | 646,30                          |                                                            |
| Chocorão            | Tapajós     | 3.336                 | 616,23                          |                                                            |
| Cachoeira do Caí    | Jamanxim    | 802                   | 420,00                          |                                                            |
| Jamanxim            | Jamanxim    | 881                   | 74,45                           |                                                            |
| Cachoeira dos Patos | Jamanxim    | 528                   | 116,50                          |                                                            |
| Jardim do Ouro      | Jamanxim    | 227                   | 426,06                          |                                                            |
| Total               |             | 14.245                | 3084,85                         |                                                            |